# Pipreola pulchra
Pipreola pulchra е вид птица от семейство Cotingidae.

## Разпространение
Видът е разпространен в Перу.